# Ambrym
Ambrym ist eine zum ozeanischen Staat Vanuatu gehörende Insel der Neuen Hebriden im Südwestpazifik. Sie ist eine der drei Hauptinseln der Provinz Malampa sowie die fünftgrößte Insel des Landes und misst 678 km². Auf Ambrym leben etwa 7000 Menschen. Weil das Inselinnere stark durch die dortigen Vulkane geprägt ist, konzentrieren sich Besiedlung und Landwirtschaft auf die Küstenzone.

## Geografie
Ambrym liegt zentral innerhalb der Hauptgruppe der Neuen Hebriden, etwa 170 km nördlich von Vanuatus Hauptstadt Port Vila bzw. ungefähr 2000 km nordöstlich von Australien. Auf ihrer Ostseite wird die Insel vom offenen Pazifik umgeben, auf der anderen Seite befindet sich die Korallensee. Ambrym weist eine markante Dreiecksform auf: An den gebirgigen Kernbereich der Insel sind im Westen, im Norden und im Osten drei jeweils etwa gleich große und in der Form sehr ähnliche Halbinseln angefügt. Die Ost-West-Ausdehnung der Insel beträgt 43 km, von Nord nach Süd misst sie 30 km.
Im Zentrum Ambryms erheben sich die Vulkane bis über 1300 m über Meereshöhe. Um sie herum erstreckt sich über viele Kilometer eine vegetationslose Lavalandschaft. Die tiefer gelegenen, küstennahen Regionen weisen eine tropische Vegetation auf. Der natürliche Bewuchs ist überwiegend dichter Dschungel; die zahlreichen Kokosplantagen stellen die wichtigste Art der Landnutzung und eine der Haupteinkommensquellen auf Ambrym dar.

## Vulkanismus

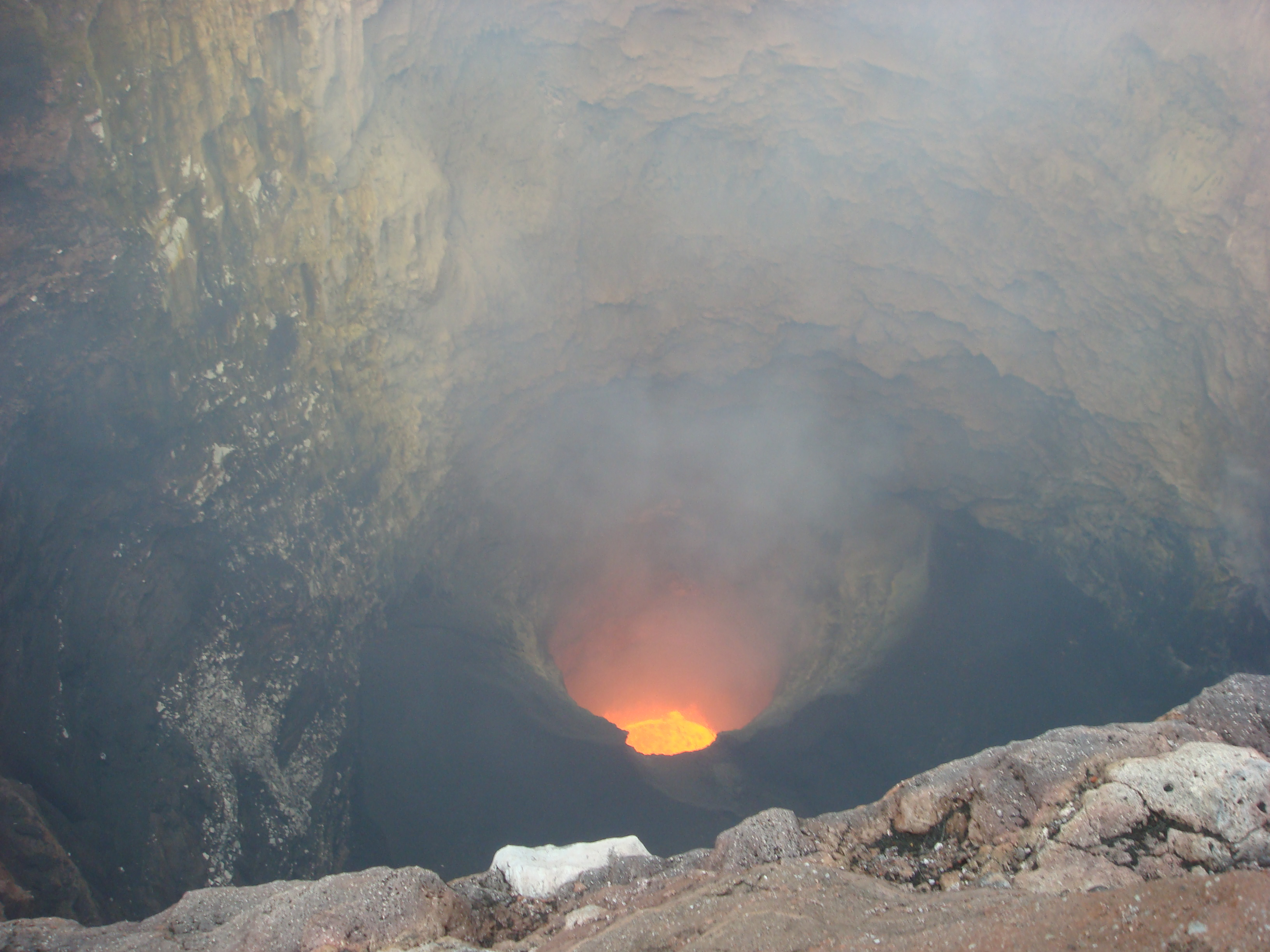
Vulkankegel Benbow, Januar 2007

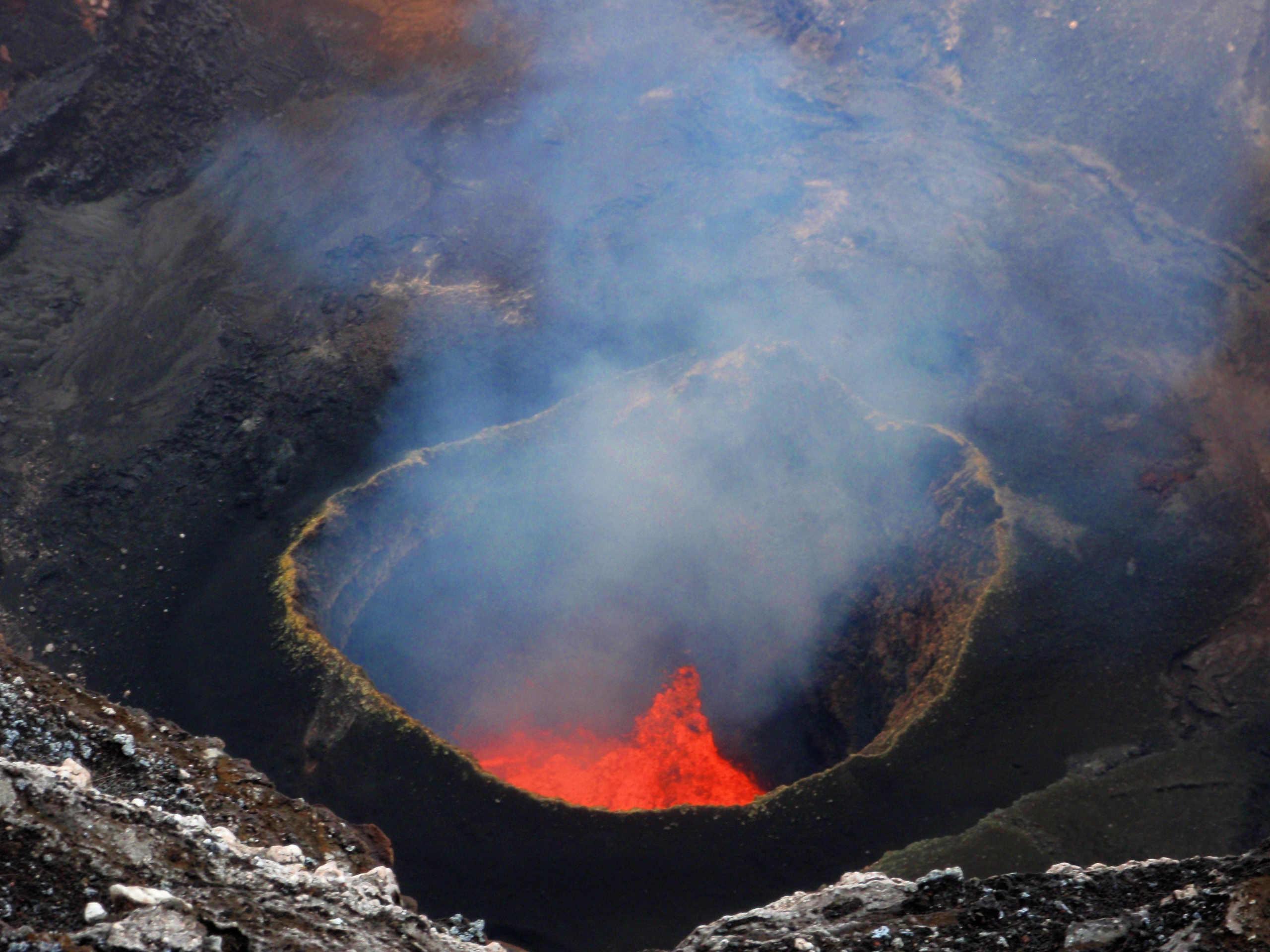
Vulkankegel Marum, September 2009

Vanuatu liegt in einer Zone starker vulkanischer Aktivität, da hier die pazifische und die australische Platte aufeinandertreffen.
Die Insel Ambrym selbst ist geologisch gesehen ein einziger riesiger Schildvulkan. Sie stellt den voluminösesten Vulkan ganz Vanuatus dar. Im Zentrum der Insel befindet sich eine 12 mal 8 km große Caldera, die vor knapp 2000 Jahren infolge eines massiven Ausbruches der Stärke 6 entstanden ist. Dabei wurden rund 70 Kubikkilometer Material ausgestoßen, was etwa der sechsfachen Menge des Pinatubo-Ausstoßes von 1991 entspricht.
In der Caldera bildeten sich die beiden Vulkankegel Benbow  und Marum. Beide Kegel sind noch aktiv; bereits 1774 bemerkte James Cook auf seiner zweiten Südseereise den heftigen Vulkanismus auf Ambrym.
Auch im 20. Jahrhundert ereigneten sich mehrmals starke Eruptionen, die große Zerstörungen auf der Insel anrichteten. In den Jahren 1913/14, 1929 und 1950 gab es verheerende Ausbrüche, durch die ganze Dörfer zerstört wurden. Die Eruptionen von 1913/14 stellten die heftigsten in Melanesien seit 400 Jahren dar. Bei zehn Ausbrüchen in der jüngeren Geschichte bildeten sich Lavaseen.
Seit 1996 ist der Vulkan fast durchgängig aktiv.

## Geschichte
Der erste europäische Entdecker, der Ambrym zu Gesicht bekam, war der französische Weltumsegler Louis Antoine de Bougainville im Jahre 1768. Cook passierte sechs Jahre später die Insel, landete aber lediglich auf der westlichen Nachbarinsel Malakula, wo er auch Männer aus Ambrym traf.
Bei der besonders zerstörerischen Vulkaneruption von 1913 musste die Bevölkerung Ambryms auf die Nachbarinseln flüchten.

## Sprachen
Auf Ambrym werden regional verschiedene Sprachen gesprochen. Unter anderen sind dies im Westen der Insel Dalkalaen, Daakaka und Daakie. Im Norden und Südosten wird Nord-Ambrym mit lokalen Varietäten gesprochen.